# Condado de Otoe
O Condado de Otoe é um dos 93 condados do estado norte-americano de Nebraska. A sede do condado é Nebraska City, que é também a sua maior cidade. O condado tem uma área de 1603 km² (dos quais 8 km² estão cobertos por água), uma população de 15 396 habitantes, e uma densidade populacional de 9,8 hab/km² (segundo o censo nacional de 2000).